# Michele Calvi
Michele Calvi di Coenzo (Reggio Emilia, 7 giugno 1990) è un multiplista e ostacolista italiano.

## Biografia
Michele Calvi di Coenzo inizia a praticare atletica leggera nel 2002, con il Gruppo Sportivo Self atletica di Reggio Emilia sotto la guida del tecnico reggiano Federico Menozzi. Si mette in luce subito nelle discipline di velocità ed ostacoli, dopodiché si dedica alle prove multiple a partire dal 2006.
Un paio di piazzamenti nello stesso anno ai campionati italiani di categoria: ottavo posto sia con la staffetta 4x200 m agli italiani allievi indoor (fuori in semifinale sui 60 m hs) che nell'octathlon ai campionati italiani di prove multiple; infine non supera la batteria nei 110 m hs agli italiani allievi.
Nel 2007, in cui vince la medaglia di bronzo sui 110 m hs ai campionati italiani allievi, raggiunge il minimo di partecipazione per i Mondiali allievi di Ostrava in Repubblica Ceca nell'octathlon, dove si piazza 18º stabilendo il primato italiano di categoria. L'anno successivo, 2008, conquista il primo titolo italiano di decathlon nella categoria juniores (dopo l'argento nell'eptathlon indoor di categoria ed il quarto posto sui 110 m hs agli italiani juniores); il titolo viene bissato nel 2009 con il primato nazionale di categoria (con attrezzi da juniores), punteggio che gli consente la partecipazione agli Europei juniores in Serbia a Novi Sad dove coglie l'undicesimo posto. Sempre nel 2009 vince l'argento sui 110 m hs ai campionati italiani juniores.
Nel 2010 fa il suo esordio nella Nazionale assoluta con la partecipazione alla First League della Coppa Europa di prove multiple ad Hengelo (Paesi Bassi) giungendo quindicesimo, dopo avere conquistato il titolo nazionale di decathlon categoria promesse; inoltre diventa vicecampione italiano assoluto nel decathlon. L'anno seguente, 2011, dopo esser passato a gareggiare nel Centro Sportivo Esercito, riconferma il titolo promesse del decathlon col personale di 7287 punti ed aggiunge anche la vittoria nei 110 m hs, sempre della medesima categoria giovanile. Inoltre si laurea vicecampione nazionale assoluto sui 110 m hs.
Proprio nei 110 m hs conquista l'argento ai campionati italiani assoluti, correndo in 13"81 e guadagnandosi la partecipazione agli Europei under 23 in Repubblica Ceca ad Ostrava, dove supera le batterie, ma chiude in semifinale con l'undicesimo posto complessivo.
Nel 2013, anno in cui entra a far parte del Centro sportivo olimpico dell'Esercito, Calvi fa doppietta di titoli assoluti di prove multiple, conquistando il suo primo titolo nazionale assoluto, vincendo la prova dell'eptathlon ai campionati nazionali di prove multiple indoor con il punteggio di 5590 punti, nuovo primato personale (argento sui 60 m hs agli assoluti al coperto) e poi ottenendo l'oro anche nel decathlon agli assoluti di Milano.
Nella Coppa Europa di prove multiple a Tallinn in Estonia conclude al quindicesimo posto.
Nel 2014 a Madeira (Portogallo) finisce decimo nella Coppa Europa di prove multiple.
Doppietta di medaglie agli assoluti di specialità con l'argento nell'eptathlon indoor e l'oro all'aperto nel decathlon.
Agli assoluti di Milano nel 2015 termina settimo sui 110 m hs.
Il 5 marzo del 2016 arriva ottavo nella finale sui 60 m hs agli assoluti indoor di Ancona.

## Progressione

### 60 metri ostacoli indoor
| Stagione | Tempo | Luogo  | Data      | Rank. Mond. |
| -------- | ----- | ------ | --------- | ----------- |
| 2016     | 8”00  | Ancona | 5-3-2016  |             |
| 2014     | 8”13  | Padova | 26-1-2014 |             |
| 2013     | 7”93  | Ancona | 16-2-2013 |             |
| 2012     | 8”05  | Modena | 21-1-2012 |             |
| 2008     | 8”32  | Ancona | 27-1-2008 |             |
| 2007     | 8”40  | Modena | 13-1-2007 |             |
| 2006     | 9”05  | Modena | 14-1-2006 |             |
| 2005     | 8”84  | Modena | 27-2-2005 |             |

### 110 metri ostacoli
| Stagione | Tempo | Luogo  | Data      | Rank. Mond. |
| -------- | ----- | ------ | --------- | ----------- |
| 2013     | 14"23 | Modena | 25-4-2013 | -           |
| 2011     | 13"81 | Torino | 25-6-2011 | -           |
| 2010     | 14"35 | Imola  | 17-5-2010 | -           |
| 2009     | 14"78 | Modena | 13-5-2009 | -           |
| 2008     | 14"41 | Torino | 14-6-2008 | -           |

### Eptathlon indoor
| Stagione | Punteggio | Luogo   | Data      | Rank. Mond. |
| -------- | --------- | ------- | --------- | ----------- |
| 2016     | 4687 p.   | Firenze | 17-1-2016 |             |
| 2014     | 5276 p.   | Padova  | 26-1-2014 |             |
| 2013     | 5590 p.   | Ancona  | 27-1-2013 |             |
| 2008     | 4886 p.   | Ancona  | 27-1-2008 |             |

### Decathlon
| Stagione | Punteggio | Luogo    | Data      | Rank. Mond. |
| -------- | --------- | -------- | --------- | ----------- |
| 2013     | 7500 p.   | Firenze  | 29-5-2013 | -           |
| 2011     | 7287 p.   | Macerata | 29-5-2011 | -           |
| 2010     | 7238 p.   | Cercola  | 30-5-2010 | -           |
| 2008     | 6386 p.   | Forlì    | 27-4-2008 | -           |

## Palmarès
| Anno | Manifestazione   | Sede     | Evento    | Risultato  | Prestazione | Note  |
| ---- | ---------------- | -------- | --------- | ---------- | ----------- | ----- |
| 2007 | Mondiali allievi | Ostrava  | Octathlon | 18º        | 5568 p.     | [ 2 ] |
| 2009 | Europei juniores | Novi Sad | Decathlon | 11º        | 7179 p.     | [ 3 ] |
| 2011 | Europei under 23 | Ostrava  | 110 m hs  | Semifinale | 14"03       | [ 4 ] |

## Campionati nazionali
- 2 volte campione assoluto nel decathlon (2013, 2014)
- 1 volta campione assoluto indoor nell'eptathlon (2013)
- 1 volta campione promesse nei 110 m hs (2011)
- 2 volte campione promesse nel decathlon (2010, 2011)
- 2 volte campione juniores nel decathlon (2008, 2009)

2006
- In semifinale ai Campionati italiani allievi-juniores-promesse indoor, (Ancona), 60 m hs - 8"50[5]
- 8º ai Campionati italiani allievi-juniores-promesse indoor, (Ancona), 4x200 m - 1'38"02[6]
- 8º ai Campionati italiani assoluti-promesse-juniores-allievi di prove multiple, (Firenze), Octathlon - 4204 p. (allievi)[7]
- In batteria ai Campionati italiani allievi e allieve, (Fano), 110 m hs - 15"03[8]

2007
- Bronzo ai Campionati italiani allievi e allieve, (Cesenatico), 110 m hs - 14"33[9]

2008
- Argento ai Campionati italiani di prove multiple indoor, (Ancona), Eptathlon - 4486 p. (juniores)[10]
- Oro ai Campionati italiani juniores e promesse di prove multiple, (Latina), Decathlon - 6763 p.[11]
- 4º ai Campionati italiani juniores e promesse, (Torino), 110 m hs - 14"41)[12]

2009
- Argento ai Campionati italiani juniores e promesse, (Rieti), 110 m hs - 14"41[13]
- Oro ai Campionati italiani juniores e promesse di prove multiple, (Grosseto), Decathlon - 7189 p.[14]

2010
- Oro ai Campionati italiani juniores e promesse di prove multiple, (Cercola), Decathlon - 7238 p.[15]
- Argento ai Campionati italiani assoluti di prove multiple, (Bressanone), Decathlon - 7106 p.[16]

2011
- Argento ai Campionati italiani assoluti, (Torino), 110 m hs - 13"81[17]
- Oro ai Campionati italiani juniores e promesse, (Bressanone), 110 m hs - 14"02[18]
- Oro ai Campionati italiani juniores e promesse di prove multiple, (Macerata), Decathlon - 7287 p.[19]

2013
- Oro ai Campionati italiani assoluti di prove multiple indoor, (Ancona), Eptathlon - 5590 p.[1]
- Argento ai Campionati italiani assoluti indoor, (Ancona), 60 m hs - 7"95[20]
- Oro ai Campionati italiani assoluti di prove multiple, (Milano), Decathlon - 7640 p.[21]

2014
- Argento ai Campionati italiani di prove multiple indoor, (Padova), Eptathlon - 5276 p.[22]
- Oro ai Campionati italiani assoluti di prove multiple, (Rovereto), Decathlon - 7492 p.[23]

2015
- 7º ai Campionati italiani assoluti, (Torino), 110 m hs - 14"48[24]

2016
- 8º ai Campionati italiani assoluti indoor, (Ancona), 60 m hs - 8"28[25]

## Altre competizioni internazionali
2010
- 4º nell'Incontro internazionale di prove multiple promesse, ( Arras), Decathlon - 7021 p.[26]
- 15º nella First League della Coppa Europa di prove multiple, ( Hengelo), Decathlon - 7014 p.[27]

2013
- 15º nella Coppa Europa di prove multiple, ( Tallinn), Decathlon - 7466 p.[28]

2014
- 10º nella Coppa Europa di prove multiple, ( Madeira), Decathlon - 7493 p.[29]